# Serrat de Solairi
El Serrat de Solairi és una serra situada al municipi d'Alins a la comarca del Pallars Sobirà, amb una elevació màxima de 1.950 metres.